# Герб комуни Рагунда
Герб комуни Рагунда (швед. Ragunda kommunvapen) — символ шведської адміністративно-територіальної одиниці місцевого самоврядування комуни Рагунда.

## Історія
Ландскомуна Форс отримала герб королівським затвердженням 1958 року. Після адмінреформи протягом 1971—1973 років використовувався комуною Форс, а після її входження до комуни Рагунда 1974 року став гербом останньої. Герб комуни зареєстровано того ж року.

## Опис (блазон)
У срібному полі синя сосна, за якою скошені обабіч вгору дві червоні блискавки; хвиляста основа перетята тричі на синє і срібне.

## Зміст
Сосна характеризує місцеву природу. А хвилясті смуги та блискавки означають річку Індальсельвен і розташовані на ній гідроелектростанції.